# Configuration absolue

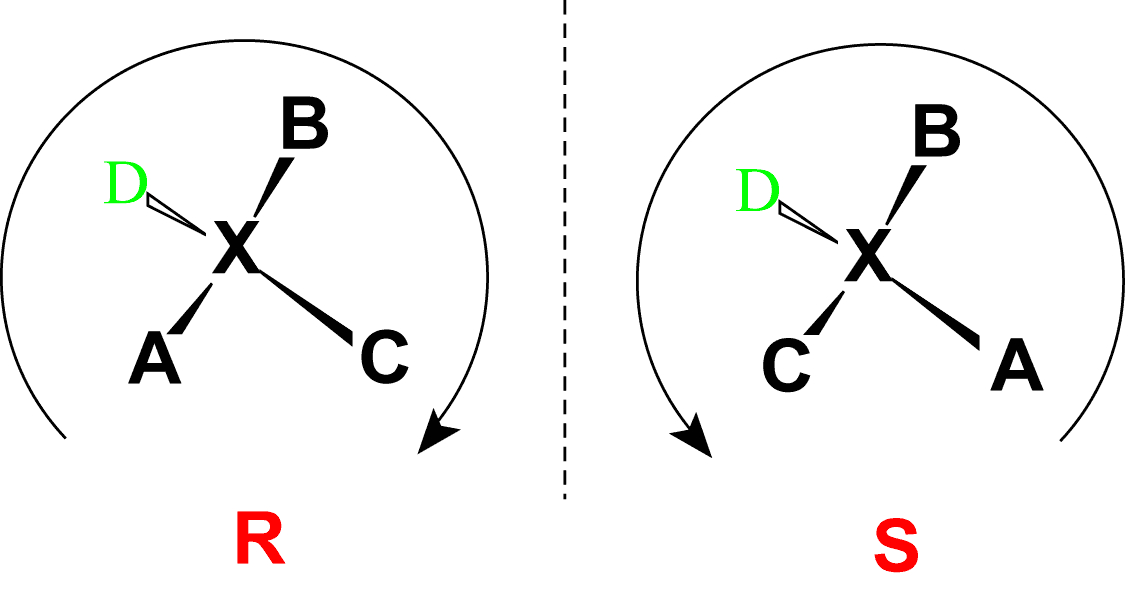
R pour rectus (droit) et S pour sinister (gauche).

En stéréochimie, la configuration absolue est l'arrangement spatial des atomes d'une molécule chirale ainsi que sa description stéréochimique (par exemple, R, S…) qu'il faut différencier de la conformation de la molécule. En cristallographie, la configuration absolue est une notion importante dans la détermination de structures non centrosymétriques.
Dès 1949, Johannes Martin Bijvoet a utilisé pour la première fois en diffraction de rayons X la diffusion anomale afin de déterminer la configuration absolue de molécules,. Cette technique, qui est devenue la principale méthode de détermination de la configuration absolue, est appelée diffusion inélastique résonante de rayons X mais elle nécessite la présence d'au moins un atome lourd (S, Br...).
Avant la publication de Bijvoet, il n'était pas possible d'obtenir la configuration absolue de composés chiraux. Par exemple, il a été longtemps supposé que le D-glycéraldéhyde (+) est l'énantiomère R. La configuration d'autres composés chiraux était alors déduite de celle du D-glycéraldéhyde par des séquences de réactions chimiques (voir figure ci-dessous). Le D-glycéraldéhyde (1) était relié à l'acide glycérique (–) par oxydation avec l'oxyde de mercure (2), qui lui-même était relié à l'isosérine (+) par oxydation avec l'acide nitrique (3), au bromure (4) et à l'acide lactique (–) par réduction avec le zinc (5). Comme ces transformations chimiques ne changent pas l'asymétrie de l'atome de carbone, cette séquence démontrait que l'acide lactique (–) était aussi un énantiomère R. Les travaux de Bijvoet sur la configuration absolue d'un tartrate de sodium et rubidium (+) ont permis de montrer que la supposition pour le glycéraldéhyde (+) était correcte.
Lorsque sa configuration absolue est connue, le stéréoisomère est nommé selon la nomenclature Cahn-Ingold-Prelog.